# Mallada viridianus
Mallada viridianus is een insect uit de familie van de gaasvliegen (Chrysopidae), die tot de orde netvleugeligen (Neuroptera) behoort. 
Mallada viridianus is voor het eerst wetenschappelijk beschreven door C.-k. Yang & X.-k. Yang in 1991.